# Paraibano (kommun)
Paraibano är en kommun i Brasilien.   Den ligger i delstaten Maranhão, i den östra delen av landet, 1 100 km norr om huvudstaden Brasília. Antalet invånare är 20 104.
Följande samhällen finns i Paraibano:
- Paraibano

Omgivningarna runt Paraibano är huvudsakligen savann. Runt Paraibano är det glesbefolkat, med 15 invånare per kvadratkilometer.